# Leptotila
A Leptotila a madarak osztályának galambalakúak (Columbiformes) rendjébe tartozó, valamint a galambfélék (Columbidae) családjába tartozó nem.

## Rendszerezés
A nemet William John Swainson írta le 1837-ben,  az alábbi fajok tartoznak ide:
- pufókgerle (Leptotila verreauxi)
- jamaicai pufókgerle (Leptotila jamaicensis)
- fehérképű pufókgerle (Leptotila megalura)
- szürkearcú pufókgerle (Leptotila rufaxilla)
- szürkemellű pufókgerle (Leptotila cassinii)
- Tolima-pufókgerle (Leptotila conoveri)
- okkerszínű pufókgerle (Leptotila ochraceiventris)
- Bonaparte-pufókgerle (Leptotila plumbeiceps)
- panamai pufókgerle (Leptotila battyi)
- fakó pufókgerle (Leptotila pallida)
- grenadai pufókgerle (Leptotila wellsi)